# تپه گردی سورآو ۱
تپه گردی سورآو ۱ مربوط به هزاره ۵ قبل از میلاد - هزاره اول قبل از میلاد - سدهٔ ۸–۶ ه.ق است و در شهرستان نقده، بخش محمدیار، دهستان المهدی، روستای گرد قیط واقع شده و این اثر در تاریخ ۷ خرداد ۱۳۸۷ با شمارهٔ ثبت ۲۲۹۱۹ به‌عنوان یکی از آثار ملی ایران به ثبت رسیده است.